# Zosime bathyalis
Zosime bathyalis is een eenoogkreeftjessoort uit de familie van de Zosimeidae. De wetenschappelijke naam van de soort is voor het eerst geldig gepubliceerd in 1967 door Por.